# Karl Geiger (Bibliothekar)

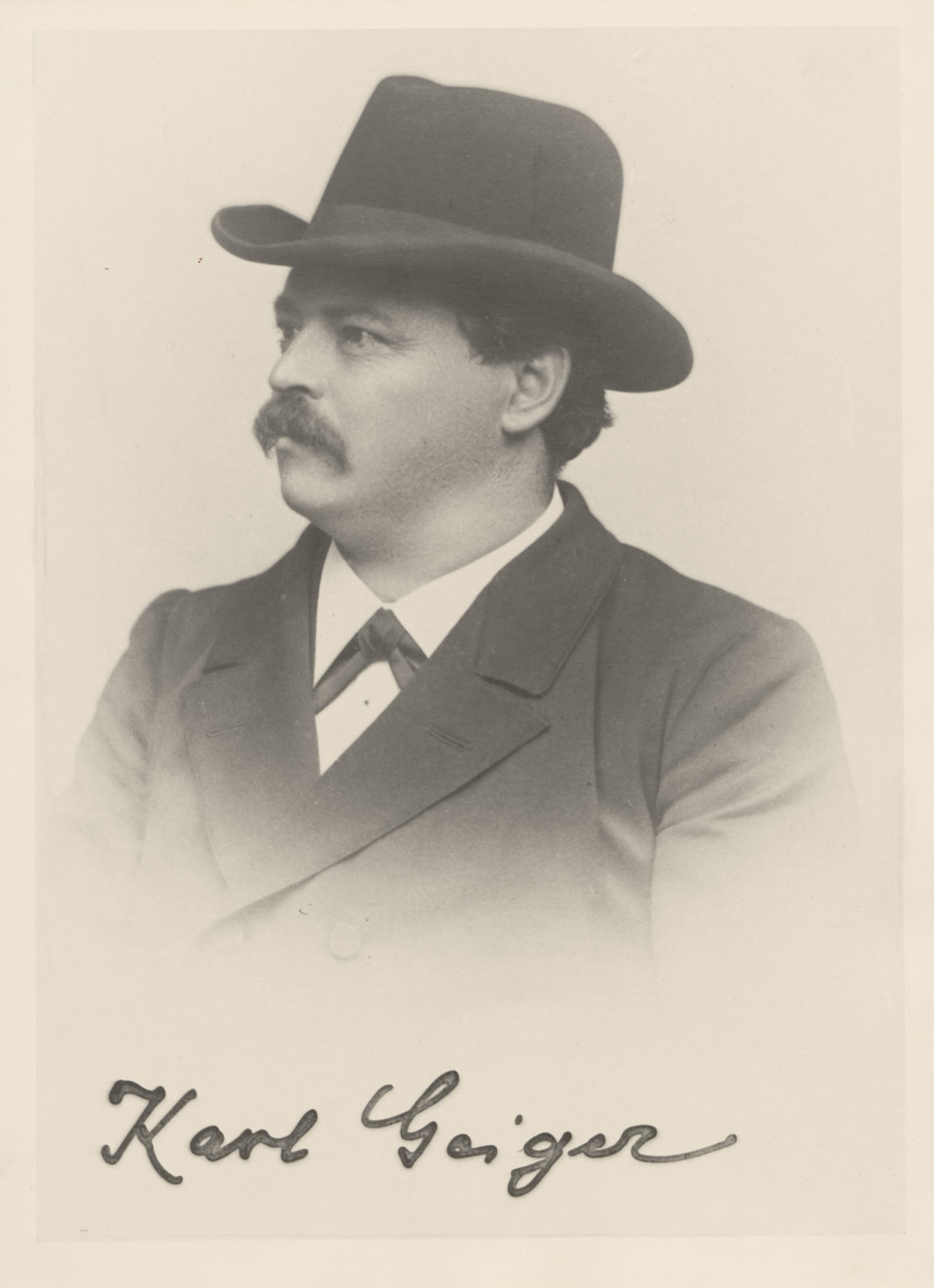
Karl Geiger (Bibliothekar) (1891)

Karl Wilhelm Geiger (* 13. März 1855 in Esslingen; † 29. Juni 1924 in Tübingen) war ein deutscher evangelischer Theologe und Bibliothekar. Er leitete von 1895 bis 1920 die Universitätsbibliothek Tübingen.

## Leben und Wirken
Karl Wilhelm Geiger wurde als Sohn eines Werkmeisters in der Maschinenfabrik Esslingen Karl Heinrich Geiger (1827–1901) und seiner Ehefrau Pauline Luise geb. Findeisen (1835–1911) geboren. Nach dem Schulbesuch in Esslingen (das heutige Georgii-Gymnasium) (1861–1869) und Blaubeuren (1869–1873) wurde er 1873 in das Evangelische Stift Tübingen aufgenommen und studierte an der Universität Tübingen Evangelische Theologie. Er war Mitglied der Verbindung Normannia Tübingen. 1877 legte er die Erste theologische Dienstprüfung ab. Von 1878 bis 1879 war er Vikar in Gschwend (Oberamt Gaildorf) und von 1879 bis 1881 Repetent am evangelisch-theologischen Seminar Urach. Die Promotion zum Dr. phil. erfolgte 1882 an der Universität Tübingen mit einer Dissertation Die Gretchentragödie in Goethes Faust. 1881 trat er in den Dienst der Universitätsbibliothek Tübingen als dritter Bibliothekar ein, 1883 wurde er zweiter und 1888 erster Bibliothekar. Seit 1895 war er Leiter der Universitätsbibliothek Tübingen (Oberbibliothekar, seit 1919 Bibliotheksdirektor).
Karl Geiger war von 1895 bis 1920 der erste hauptamtliche Bibliothekar als Leiter der Universitätsbibliothek Tübingen. In seine Amtszeit fiel die Neubauplanung und der Umzug der Bibliothek in das von dem Architekten Paul Bonatz entworfene neue Bibliotheksgebäude in der Tübinger Wilhelmstraße, das im November 1912 eingeweiht wurde. In seiner Amtszeit vergrößerte sich die Bibliothek sowohl personell wie auch in ihrem Buchbestand durch Erweiterung der Tauschbeziehungen und den Ankauf umfangreicher Privatbibliotheken, so dass sich die Zahl der vorhandenen Bände im Jahr 1920 gegenüber 1895 nahezu verdoppelte.
Geiger engagierte sich innerhalb des 1900 gegründeten Vereins Deutscher Bibliothekare, außerdem im Evangelischen Bund und der  Gesellschaft der Freunde Wilhelm Raabes.
Geiger war ab 1881 mit Sophie geb. Kratz (1862–1953) verheiratet. Aus der Ehe gingen sechs Kinder hervor. Er starb am 29. Juni 1924 in Tübingen. Sein Grab befindet sich auf dem Stadtfriedhof Tübingen.

## Schriften (Auswahl)
- Robert von Mohl als Vorstand der Tübinger Universitäts-Bibliothek (1836-44). In: Zentralblatt für Bibliothekswesen, Jg. 17 (1900), S. 161–192 (Digitalisat).
- Über Vermehrung der Bibliotheken durch den Austausch amtlicher Publikationen. In: Zentralblatt für Bibliothekswesen, Jg. 17, 1900, Heft 8, S. 353–368 (Digitalisat).
- Über den Ankauf ganzer Bibliotheken. In: Zentralblatt für Bibliothekswesen, Jg. 18 (1901), S. 413–434 (Digitalisat).
- Jeremias David Reuß und seine Bibliothek. In: Zentralblatt für Bibliothekswesen, Jg. 22 (1905), S. 465–490 (Digitalisat).
- Ueber Missstände im Dissertationenwesen. In: Zentralblatt für Bibliothekswesen, Jg. 24 (1907), S. 394–410 (Digitalisat).
- Johannes Fallati als Tübinger Oberbibliothekar. In: Zentralblatt für Bibliothekswesen, Jg. 25 (1908), S. 389–417 (Digitalisat).
- Unser bibliothekarischer Beruf. Ein Rückblick auf die 20 Jahre des V.D.B. In: Zentralblatt für Bibliothekswesen, Jg. 37 (1920), S. 230–241 (Digitalisat).